# Fleurac (Charente)
Fleurac è un comune francese di 238 abitanti situato nel dipartimento della Charente, nella regione della Nuova Aquitania.

## Società

### Evoluzione demografica
Abitanti censiti